# Гориневская, Валентина Валентиновна
Валентина Валентиновна Гориневская (1882—1953) — основоположница отечественной травматологии, доктор медицинских наук (1935), профессор, заслуженный деятель науки РСФСР (1943), полковник медицинской службы. Автор более 100 научных работ.

## Биография
Родилась в 1882 году в Санкт-Петербурге в семье профессора В. В. Гориневского.
В 1908 году окончила Женский медицинский институт. Во время Первой мировой войны работала хирургом в госпиталях Западного фронта.
Когда в 1920 году в Самаре на базе Государственного университета была создана кафедра общей хирургии, заведующей кафедрой назначили Валентину Валентиновну Гориневскую — известного к тому времени русского травматолога. Для подготовки научных кадров Гориневской был создан студенческий научный кружок, ставший в 1923 году Студенческим научным обществом медицинского факультета университета.
В 1925 году вернулась в Москву и 1931 год была заведующей травматологическим отделением в Лечебно-протезном институте в Москве. В 1932 году Гориневская стала первой заведующей травматологическим отделением в НИИ скорой помощи имени Н. В. Склифосовского, возглавляя его до 1939 года. Одновременно возглавляла кафедру травматологии в Центральном институте усовершенствования врачей и преподавала травматологию в московских институтах. В 1936 году она описала симптом перелома некоторых костей, который назвали «Симптомом Гориневской». В 1939 году война снова оторвала хирурга от научных занятий. Валентина Валентиновна была и на Халхин-Голе и на Финском фронте. Снова проводит она дни и ночи у операционного стола, снова обстрелы, бессонная, тяжкая работа…

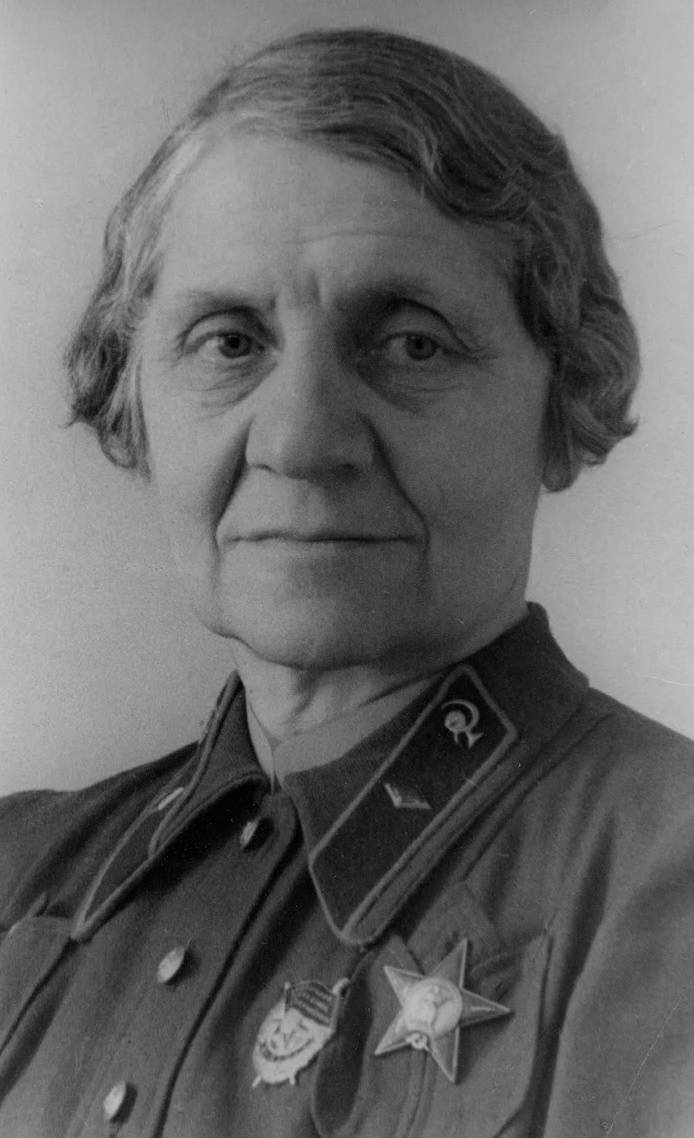

В годы Великой Отечественной войны В. В. Гориневская была инспектором-консультантом Главного военно-санитарного Управления Красной Армии, создавала в стране госпитали для легкораненых. В 1942 году бригадный врач профессор-хирург Гориневская, за образцовую и самоотверженную работу по эвакуации и лечению раненых бойцов и командиров Красной Армии была награждена орденом Красного знамени. В 1945 году журнал «Советская женщина» опубликовал статью о ней — «Хирург на фронте». В 1944 году вышла её монография «Комплексное лечение в госпиталях для легкораненых». До 1953 года она руководила кафедрой военно-полевой хирургии военно-медицинского факультета при Центральном институте усовершенствования врачей.
Умерла 25 сентября 1953 года в Москве. Похоронена в колумбарии Новодевичьего кладбища, вместе с отцом и сестрой Вероникой.

## Награды
- орден Красного Знамени (03.03.1942)[5][8]
- орден Красной Звезды (14.06.1940)[9]
- медали в том числе:
  - «За отвагу» (17.11.1939)[9]
  - «За боевые заслуги» (19.11.1951)[8][10]
  - «За оборону Москвы» 1944)[8]
  - «За оборону Сталинграда» (1943)[8]
  - «За победу над Германией в Великой Отечественной войне 1941—1945 гг.» (1945)[8]
  - «За доблестный труд в Великой Отечественной войне 1941—1945 гг.» (1945)[8]